# Gorazd Penko
Gorazd Penko (né le 1er janvier 1961) est un coureur cycliste et directeur sportif slovéne. Coureur durant les années 1980, il remporte notamment le Tour de Serbie et la Jadranska Magistrala. Devenu directeur sportif, il dirige l'équipe masculine Radenska de 2005 à 2008, puis l'équipe féminine BTC City Ljubljana depuis 2014. Il est également sélectionneur de l'équipe nationale féminine de Slovénie,, après avoir dirigé l'équipe masculine durant neuf ans, de 1996 à 2005,,.

## Palmarès
- 1984
  - Tour de Serbie
- 1987
  - 7e étape du Tour de Yougoslavie
- 1989
  - Jadranska Magistrala